# クロカプラミン
クロカプラミン（英：Clocapramine、Clofekton、Padrasen）は、3-クロロカルピプラミンとしても知られているイミノスチルベン系の非定型抗精神病薬で、日本では1974年に吉富製薬が統合失調症の治療薬として発売した。精神病に加え、クロカプラミンは不安やパニックの治療において抗うつ薬を増強するためにも使用されている。
クロカプラミンは、D2受容体、5-HT2A受容体、α1-アドレナリン作動性受容体、およびα2-アドレナリン受容体のアンタゴニストとして作用し、セロトニンまたはノルエピネフリンの再取り込みを阻害しないと報告されている。SIGMAR1に親和性を持つことも示されている。クロカプラミンは、5-HT2A受容体に対する親和性がD2受容体に対する親和性よりも高く、定型抗精神病薬と比較して錐体外路症状を誘発する傾向が低いため、非定型精神病薬としての性質を持つ。

## 治験
いくつかの治験において、クロカプラミンは他の抗精神病薬と比較されている。ハロペリドールに対して、試験終了時の効果に有意差はなかったものの、motor retardation、alogia、思考障害の緩和において優れている傾向があり、副作用も少なかった。スルピリドに対して、motor retardation、妄想、幻覚、社会的孤立を含む陽性および陰性症状の治療において、より良好な効果を示したが、より多くの副作用をもたらした。チミペロンに対して、陽性および陰性症状に対する効果が低く、ジスキネジア、不眠症、便秘、吐き気などの副作用が多かった。
クロカプラミンは、少なくとも1件の死亡例に関与している。その1件は自殺で、2か所の自傷による刺し傷があり、クロカプラミンと他の3種類の抗精神病薬の過剰摂取があった。刺し傷では死因を説明できなかったため、代わりに多剤併用の毒性によるものとされた。